# Rebecca Perry
Rebecca Perry est une joueuse de volley-ball italo-américaine née le 29 décembre 1988 à Bakersfield (Californie). Elle mesure 1,91 m et joue au poste de réceptionneuse-attaquante.

## Clubs
| Club                        | De         | À         |
| --------------------------- | ---------- | --------- |
| University of Washington    | 2006-2007  | 2009-2010 |
| Lancheras de Cataño         | 2011-2011  | 2011-2011 |
| GS Caltex Seoul             | 2011-2012  | 2011-2012 |
| Pursaklar Belediyesi        | janv. 2012 | mars 2012 |
| Indias de Mayagüez          | mars 2012  | avr 2012  |
| Gigantes de Carolina        | 2013-2013  | 2013-2013 |
| Dresdner SC                 | 2013-2014  | 2013-2014 |
| Futura Volley Busto Arsizio | 2014-2015  | 2014-2015 |
| MKS Dąbrowa Górnicza        | août 2015  | déc. 2015 |
| Türk Hava Yolları           | 2017       | 2017      |
| Marsala Volley              | 2018       | 2018      |
| Hyundai Hillstate           | 2018       | 2018      |
| Nakhon Ratchasima The Mall  | 2019       | 2019      |

## Palmarès
- Supercoupe d'Italie
  - Finaliste : 2014.
- Ligue des champions
  - Finaliste : 2015.